# Die Mumie (1999)
Die Mumie ist ein Horror-Abenteuerfilm des US-amerikanischen Regisseurs Stephen Sommers aus dem Jahr 1999. Der Film ist eine Neuverfilmung des Horrorfilm-Klassikers Die Mumie aus dem Jahr 1932. Der Film startete am 3. Juni 1999 in den deutschen Kinos.

## Handlung
Im altägyptischen Theben des Jahres 1290 v. Chr. führen der Hohepriester Imhotep und Anck-Su-Namun, die Mätresse des Pharaos, eine heimliche Liebesbeziehung. Eines Abends entdeckt Pharao Sethos I. verräterische Beweise und wird von den beiden ermordet. Als die Leibwache erscheint, begeht Anck-Su-Namun Selbstmord, damit Imhotep fliehen und sie später ins Leben zurückrufen kann. Imhotep wiederum stiehlt mit seinen Priestern ihren Leichnam und bringt ihn nach Hamunaptra, der Stadt der Toten. Mit dem dort aufbewahrten „Schwarzen Buch der Toten“ beginnt er ein verbotenes Wiedererweckungsritual. Doch die Medjai, die Leibwächter des Pharaos, hindern ihn daran, das Ritual erfolgreich zu beenden. Imhoteps Priester werden zur Strafe bei lebendigem Leibe mumifiziert. Er selbst wird mit dem schlimmsten aller Flüche belegt, dem Hom-Dai: In Mumienbinden gewickelt, wird er zusammen mit fleischfressenden Skarabäen in einem Sarkophag eingeschlossen und unter der Statue von Anubis vergraben, wo die Medjai ihn von nun an streng bewachen, um seine unheilvolle Rückkehr zu verhindern.
Im Jahr 1923 kämpft der Amerikaner Rick O’Connell für die französische Fremdenlegion in den Ruinen von Hamunaptra gegen ein aufrührerisches Beduinenvolk. Als seine Truppe überrannt wird, überlebt er nur knapp, als er in den hinteren Teil der Ruinen flüchtet, in den sich die Beduinen aufgrund einer Erscheinung nicht hinein wagen. Drei Jahre später wird Rick in Kairo von dem erfolglosen Archäologen Jonathan Carnahan bestohlen, die Beute ist eine altägyptische, achteckige Schatulle. Jonathans Schwester Evelyn, eine Ägyptologin und Bibliothekarin im Ägyptischen Museum Kairo, entdeckt darin eine Karte zur verschollenen Stadt Hamunaptra. Als die Karte von Dr. Terence Bey, dem Museumsdirektor, absichtlich unbrauchbar gemacht wird, machen sich Jonathan und Evelyn auf, um Rick als Führer nach Hamunaptra anzuwerben. Nachdem sie ihn in einem Gefängnis vor dem Galgen gerettet haben, erklärt Rick sich bereit, sie in die sagenumwobene Stadt zu bringen.
Auf ihrer Fahrt auf dem Nil machen sie Bekanntschaft mit den US-amerikanischen Schatzjägern Burns, Daniels und Henderson sowie dem Ägyptologen Dr. Allen Chamberlain, die ebenfalls auf dem Weg nach Hamunaptra sind. Sie werden von Ricks ehemaligem Waffenbruder Beni Gabor geführt, der Rick damals im Stich gelassen hatte. Nachts wird ihr Raddampfer von den Medjai geentert. Als das Schiff in Flammen gerät, springen alle von Bord und machen sich anschließend auf dem Landweg auf zur Totenstadt, Rick mit den Carnahans und Beni mit den Amerikanern.
In Hamunaptra machen beide Gruppen interessante Entdeckungen. Die Carnahan-Gruppe findet die Mumie von Imhotep, und die Amerikaner finden eine Truhe, die sie trotz Chamberlains Warnung vor Imhoteps Fluch öffnen. Sie enthält das „Schwarze Buch der Toten“ und fünf Kanopen mit den Organen von Anck-Su-Namun. In der Nacht stiehlt Evelyn das Buch der Toten und liest laut daraus vor. Dadurch erweckt sie unwissentlich Imhotep zum Leben, der das vor über 3000 Jahren unterbrochene Wiedererweckungsritual vollenden will. Als er mit einem Heuschreckenschwarm eine der zehn biblischen Plagen auslöst und Burns Augen und Zunge entreißt, reisen beide Expeditionen fluchtartig zurück nach Kairo.
Imhotep verpflichtet Beni als Diener und folgt den Schatzjägern nach Kairo. Dort vollzieht er seinen Fluch an den Amerikanern, indem er weitere Körperteile und ihre Lebensenergie stiehlt und so seinen menschlichen Körper wiedererlangt. Als er Evelyn begegnet, hält er sie für die Reinkarnation seiner Geliebten Anck-Su-Namun und will sie entführen, doch Rick kann ihn mit einer Katze vertreiben. Im ägyptischen Museum treffen sie erneut auf Ardeth Bay, den Anführer der Medjai, denn auch der Museumsdirektor Terrence Bey gehört zu den Medjai. Evelyn vermutet, dass das „Goldene Buch des Amun-Ra“ die lebendig gewordene Mumie wieder töten kann. Bay wiederum glaubt, dass Imhotep Evelyn als Menschenopfer braucht, um seine Geliebte wiedererwecken zu können. Da taucht Imhotep mit einer neuen, willenlosen Anhängerschaft auf und entführt Evelyn nach Hamunaptra.
Rick, Jonathan und Bay folgen ihm im Flugzeug von Kapitän Havelock, doch Imhotep bringt das Flugzeug durch einen Sandsturm zum Absturz. Im Tempel von Hamunaptra beginnt er erneut mit dem Ritual zur Wiedererweckung seiner Geliebten, wird aber im letzten Moment von Rick an der Vollendung gehindert. Während Rick gegen Imhoteps untote Priester kämpft und Bay sich scheinbar opfert, finden Evelyn und Jonathan das „Goldene Buch des Amun-Ra“ und lassen Imhotep durch einen Spruch daraus sterblich werden, so dass Rick ihn schließlich töten kann.
Beni hat die Zeit genutzt, um Reichtümer aus den Ruinen zu schaffen, und löst unabsichtlich einen Selbstzerstörungsmechanismus aus. Während die Tempelanlage in sich zusammenstürzt, gelingt Rick, Evelyn und Jonathan die Flucht. Beni hingegen wird in der Schatzkammer eingeschlossen, wo die Skarabäen über ihn herfallen. Als Hamunaptra im Wüstensand versinkt, taucht Ardeth Bay auf, der ebenfalls überlebt hat. Rick und Evelyn werden ein Paar, wollen ein ruhiges Leben beginnen und reiten auf Benis goldbeladenen Kamelen davon.

## Produktion
Der Film entstand in Marokko sowie in den Shepperton-Studios in Großbritannien. Die Museumsszene wurde im Rittersaal des Mentmore Towers gedreht. Für die Darstellung des Hafens von Gizeh wurden Filmaufnahmen der unter Denkmalschutz stehenden, historischen Werft Chatham Dockyard gefertigt und anschließend computertechnisch (CGI) bearbeitet. Sommers’ Film war der Überraschungshit des Kinosommers 1999. Er spielte in den USA mehr als 155 Millionen Dollar, weltweit 416 Millionen Dollar ein. Als Regisseure waren unter anderem Joe Dante, Clive Barker und George A. Romero im Gespräch.

## Kritik
„Der Film Die Mumie ist wie der dicke, dumme Hund, den du als Kind hattest; du kannst nicht anders und magst ihn einfach.“

„Die Mumie ist der typische Sommerhit: laut, spektakulär und entbehrlich.“

„Dieses schräg gewickelte Gemisch aus Schock und Slapstick, Freak-Show und B-Movie will nicht mehr sein als ein unbeschwertes Kino-Vergnügen – und wird so zu einer respektlosen Indiana-Jones-Parodie, die selbst der strenge Indy-Produzent George Lucas mit einem Schmunzeln goutieren würde.“

„Neuverfilmung des gleichnamigen alten Karl-Freund-Stoffes aus dem Jahr 1932. Die an klassischen Vorbildern des Abenteuer- und Monumentalfilms orientierte Inszenierung bemüht sich bei aller äußerlichen Effekthascherei um einen ironischen Unterton, der den Film zumindest streckenweise amüsant macht. Dabei geht mit der Vergröberung des Stoffes zum Event Movie die intime Atmosphäre der Vorlage verloren.“

## Hintergrund und Wissenswertes
- Für eine möglichst originalgetreue Wiedergabe der ägyptischen Sprache in den Dialogen sowie in Fragen zur altägyptischen Kultur war der Ägyptologe Stuart Tyson Smith von der University of California in beratender Funktion für das Filmteam tätig. Smith hatte auch schon Roland Emmerich für dessen Film Stargate unterstützt.[6] Da allerdings unbekannt ist, wie die altägyptische Sprache tatsächlich geklungen hat und ausgesprochen werden muss, wurde im Film auf das Koptische zurückgegriffen. Diese Sprache ist in der Tat direkt aus dem Altägyptischen hervorgegangen.[7]
- Der Hohepriester Imhotep hat tatsächlich existiert und war vermutlich der Architekt und Baumeister der Stufenpyramide des Djoser. Der historische Imhotep lebte allerdings zur Zeit der 3. Dynastie im Alten Reich und nicht zur Zeit des Films, der im Neuen Reich spielt. Ebenfalls entgegen historischen Fakten steht seine Darstellung im Film als Mörder des Königs: Der historische Imhotep galt als engster Vertrauter des Pharao, war schon zu Lebzeiten berühmt und wurde in nachfolgenden Epochen sogar vergöttlicht.[8]
- Die Filmfigur der Anck-su-Namun wird so präsentiert, als sei sie die einzige Mätresse des Pharao. Auch dies ist ahistorisch: Ein Pharao konnte mehrere Ehefrauen (Polygamie), Nebenfrauen und Konkubinen haben.[9]
- Im Film wird der Skarabäus, eine Käferart, als gefürchteter Fleischfresser dargestellt. Dies steht jedoch in Widerspruch zur wahren Natur der Skarabäen, die als ausgewachsene Insekten koprophag leben und völlig harmlos sind.[9]
- In der Anfangssequenz werden in der altägyptischen Stadt Theben die Pyramiden von Gizeh und die Sphinx im Hintergrund gezeigt. Dies ist jedoch geographisch falsch, da sich beide Bauwerke am Stadtrand des heutigen Kairo befinden.

## Synchronisation
| Rolle                   | Darsteller        | Synchronsprecher  |
| ----------------------- | ----------------- | ----------------- |
| Rick O’Connell          | Brendan Fraser    | Torsten Münchow   |
| Beni Gabor              | Kevin J. O’Connor | Santiago Ziesmer  |
| Jonathan Carnahan       | John Hannah       | Stefan Staudinger |
| Evelyn Carnahan         | Rachel Weisz      | Bettina Weiß      |
| Käpt’n Winston Havelock | Bernard Fox       | Wolfgang Völz     |
| Ardeth Bay              | Oded Fehr         | Frank Glaubrecht  |
| Aufseher Gad Hassan     | Omid Djalili      | Tom Deininger     |

## Fortsetzungen
- 2001 folgte die Fortsetzung Die Mumie kehrt zurück.
- Die im zweiten Teil auftauchende Rolle des Skorpionkönigs wurde 2002 zum Titelhelden von The Scorpion King, einem Spin-off von Die Mumie kehrt zurück. Dieser Film zog selbst mehrere Fortsetzungen nach sich. Scorpion King: Aufstieg eines Kriegers (2008), The Scorpion King 3 – Kampf um den Thron (2012), The Scorpion King 4 – Der verlorene Thron (2015) und Scorpion King: Das Buch der Seelen (2018). Alle vier wurden als Direct-to-Video-Produktion veröffentlicht.
- Der dritte Teil Die Mumie: Das Grabmal des Drachenkaisers kam im August 2008 in die deutschen Kinos.
- 2017 erschien ein weiteres Reboot mit dem Titel Die Mumie mit Tom Cruise in der Hauptrolle. Geplant war der Film für das Dark Universe.

## Auszeichnungen (Auswahl)
- Leslie Shatz, Chris Carpenter, Rick Kline und Chris Munro wurden 2000 für einen Oscar in der Kategorie Bester Ton nominiert.
- In der Kategorie Beste visuelle Effekte wurde der Film für einen BAFTA nominiert.[11]
- Er bekam den Saturn Award für das beste Make-up und wurde acht weitere Male für diesen Filmpreis nominiert (Darsteller (Brendan Fraser), Darstellerin (Rachel Weisz), Regie und Drehbuch (beide Stephen Sommers), bester Fantasyfilm, beste Kostüme, Musik und Spezialeffekte).
- Außerdem wurde Jerry Goldsmith mit dem BMI Film Music Award geehrt.
- In Deutschland fand der Film auch viel Zuspruch und erhielt 1999 die Goldene Leinwand für mehr als drei Millionen Besucher und den Bogey Award in Gold für mehr als drei Millionen Besucher innerhalb der ersten 28 Tage.
- Die Deutsche Film- und Medienbewertung FBW in Wiesbaden verlieh dem Film das Prädikat „wertvoll“.[12]